# Adam Dunn
Adam Troy Dunn (nascido em 9 de novembro de 1979), apelidado de "Big Donkey", é um ex-jogador profissional de beisebol que atuou na Major League Baseball (MLB) jogando como campista esquerdo e primeira base. Jogou pelas equipes do Cincinnati Reds, Arizona Diamondbacks, Washington Nationals, Chicago White Sox e Oakland Athletics. Foi convocado duas vezes para o MLB All-Star Game.
Dunn rebatia como canhoto e arremessava como destro. Tem 1,98 m. e pesava 129 quilos. Ele está empatado com Frank Robinson e Ken Griffey, Jr. com mais home runs no dia da abertura do campeonato com 8, e em 18 de agosto de 2012, se tornou o 50º jogador da MLB a atingir 400 home runs na carreira. Está em terceiro entre os jogadores que mais sofreram strikeouts na época de sua aposentadoria, com 2379 e quarto lugar com mais Golden sombreros (ao menos quatro strikeouts em um jogo) com 19, empatado com Bo Jackson.

## Pessoal
Dunn é casado com Rachel Brown, natural de Kentucky, e o casal tem dois filhos e uma filha.
Dunn apareceu no filme de 2013 Dallas Buyers Club como bartender; ele também é investidor do filme.